# Alternaria intercepta
Alternaria intercepta är en svampart som beskrevs av E.G. Simmons 2002. Alternaria intercepta ingår i släktet Alternaria och familjen Pleosporaceae.   Inga underarter finns listade i Catalogue of Life.